# (7738) Heyman
(7738) Heyman (1981 WS1) – planetoida z pasa głównego asteroid okrążająca Słońce w ciągu 3,38 lat w średniej odległości 2,25 j.a. Odkryta 24 listopada 1981 roku.